# Izák Syrský
Izák Syrský, též Izák z Ninive či Izák Ninivský (*/† 7. století) byl syrský mnich, asketa a mystik. Byl jedním z velkých asketických a mystických autorů Církve Východu. Jeho díla tvoří významnou součást asketické literatury křesťanského Východu.

## Životopis
O životě Izáka Syrského je toho známo poměrně málo. To, co víme, pochází ze dvou (místy protichůdných) pramenů, které se zachovaly v Liber fundamentorum. Pocházel z území dnešního Kataru a narodil se někdy v 7. století. Později se stal mnichem Církve Východu (východosyrský obřad), v klášteře Beth Abe. Někdy před rokem 680 ho katolikos vysvětil na biskupa města Ninive. V úřadu však působil pouze pět měsíců. Následně odstoupil a odešel do samoty v horách, na hranicích dnešního Íránu a Iráku. Podle dochovaných informací ztratil zrak pro neustálé studium, a proto je někdy přezdíván druhý Didym Slepý. Svá díla pak diktoval. Zemřel ve vysokém věku a jeho hrob se nachází v klášteře Rabbane Sabor.

## Úcta
Již od nepaměti byl považován za světce v tradicích pravoslavné církve, starobylé východní církve a církve východu.
Dne 9. listopadu 2024 papež František oznámil, že Izák z Ninive je přidán do Římského martyrologia, oficiálního seznamu svatých katolické církve. Stalo se tak poté, co papež přijal na audienci Mar Awu III., katolika-patriarchu Asyrské církve Východu.
Jeho památka je připomínána 28. ledna.

## Dílo a teologie
Izák své asketické spisy vytvořil na sklonku života. Základ jeho díla tvoří 82 homilií (tvoří první část souboru). Druhá část se skládá ze 42 textů, které na rozdíl od první části nebyly nikdy přeloženy do řečtiny (ačkoli existují důkazy, že byly čteny i mimo prostředí nestoriánů).
Jako autor se projevoval samostatně, citelné je ovlivnění Janem poustevníkem (syrský autor, 4./5. století) a i jistá návaznost na Evagria Pontského. Vysoce si cenil díla Teodora z Mopsuestie, jehož nazýval „světlem celého světa". Lidská cesta k Bohu má podle Izáka tři stupně: tělesný, duševní a duchovní. Prostřednictvím poznání, které sjednocuje, může člověk podle něj dosáhnout „vznešené cesty budoucího života, který je darován ve svobodě nesmrtelného života v existenci po vzkříšení".

## Překlady
Jeho díla byla přeložena do řečtiny a etiopštiny, do latiny bylo v 15. století přeloženo 25 homilií. Z řeckého překladu vznikl gruzínský a staroslověnský (v 14. století) a částečně arabský (ten čerpal i ze syrského originálu). Prvotní řecký překlad vznikl pravděpodobně v 8. století v Palestině.
Velmi úspěšné jsou překlady do moderních jazyků.

## Vliv
Jeho díla si cenily obě církve, které působily v tehdejší Persii: nestoriáni i monofyzité. Izák Syrský je nejvlivnější ze syrských církevních Otců. Měl velký vliv na pozdější syrskou a řeckou mystiku a jejím prostřednictvím i na Paisije Veličkovského a následně ruské mnichy. Jeho spisy byly čteny i v egyptských pouštních klášterech.

## Odkazy

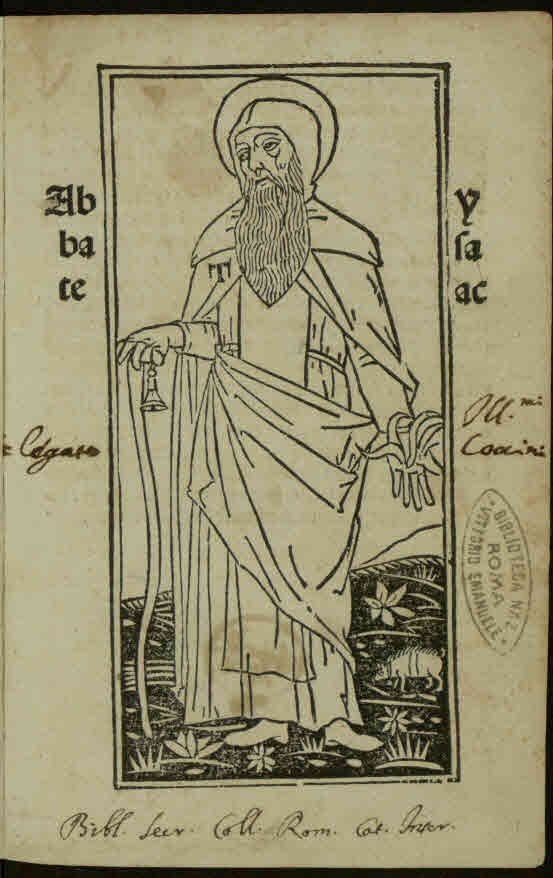
De perfectione vitae theoreticae, 1500